# Painkiller: Redemption
Painkiller: Redemption (рус. Painkiller: Искупление) — самостоятельное дополнение к компьютерной игре Painkiller. Оно было разработано компанией Homegrown Games и издано компанией JoWooD Entertainment 25 февраля 2011 года в сервисе цифровой дистрибуции Steam. В России локализатором и издателем игры выступила компания Акелла, выпустившая игру на дисках в один день вместе с мировым релизом.
Изначально, Painkiller: Redemption, также как и Painkiller: Overdose, являлась модификацией к оригинальной игре, созданной группой фанатов под названием «Eggtooth», после чего доработкой модификации и превращением её в самостоятельную игру занялась команда «Homegrown».
Дополнение включает в себя новый саундтрек в жанре хеви-метал, небольшие изменения графики и 6 новых уровней с приблизительно шестью тысячами врагов.

## Сюжет
Сюжет Painkiller: Redemption подается при помощи анимированных текстовых сообщений. Игра начинается с того, что Белиал, главный герой Painkiller: Overdose, спасает Дэниеля Гарнера от Евы, которая стала новой владычицей Ада. Вместе, Дэниель и Белиал сражаются в Чистилище против многочисленных орд демонов, пока не находят Билла Шермана, главного героя Painkiller: Resurrection. Заручившись его помощью, герои отправляются на битву с Евой и уничтожают её. Игра заканчивается внезапным появлением Самаэля, ангела Рая, который выдавал Дэниелю задания по уничтожению четырёх генералов армии Люцифера. Забрав себе темную силу, оставленную мертвой Евой, Сэмаэль собирается стать новым правителем Ада. Игра обрывается на моменте, когда Дэниель и Белиал понимают, что битва ещё не окончена.

## Геймплей
Геймплей мало чем отличается от предыдущих игр серии. Действие игры происходит на 6 уровнях, на каждом из которых находится около одной тысячи врагов. Команда Eggtooth не создала практически ничего нового, карты являются всего лишь переделанными уровнями мультиплеерного режима. Враги и оружие также перешли в неизменном виде из оригинала, а для босса используется модель царя Аластора из Battle Out of Hell. После релиза игры, 12 октября 2011 года был выпущен бесплатный патч, включающий дополнительный контент для мультиплеерного режима и одну новую главу для одиночного режима.

## Отзывы и критика
Игра была прохладно встречена игровыми критиками и изданиями. Рейтинг Painkiller: Redemption на сайте Metacritic составляет 43 балла из 100. Сайт Multiplayer.it отметил, что игра «лучше, чем ужасный Resurrection», но при этом назвал её дешёвкой, поставив 5,5 баллов из десяти. Портал Meristation поставил игре 40 баллов, назвав её игрой «исключительно для фанатов серии, которым плевать на графику и геймплей». Российский игровой сайт Absolute Games дал дополнению оценку в 20 баллов с пометкой «ужасно», назвав его «несбалансированным сумбурным балаганом».